# Christian Blex

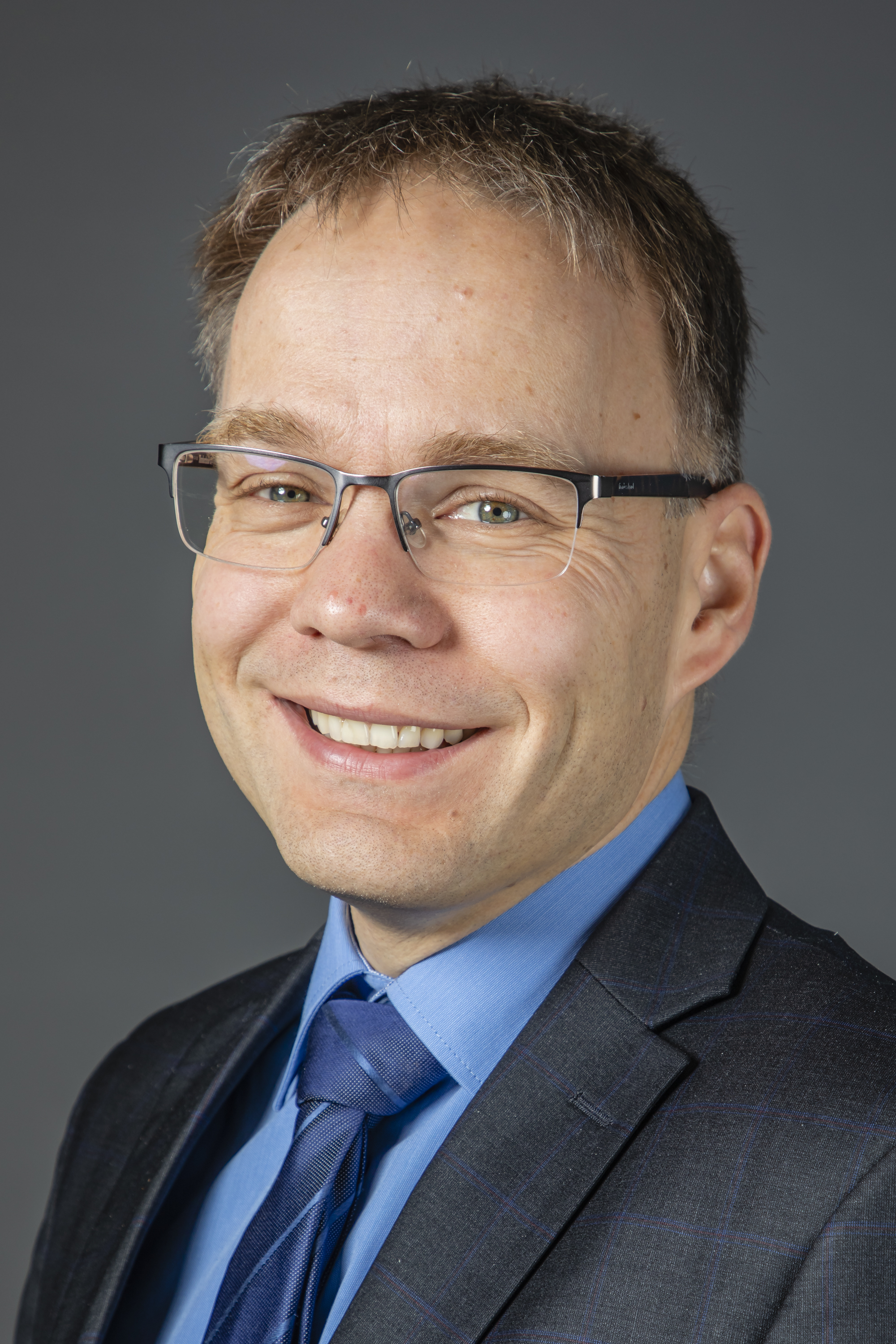
Christian Blex (2019)

Christian Blex (* 11. November 1975 in Lippstadt) ist ein deutscher Politiker (AfD), seit 2017 Mitglied des Landtags von Nordrhein-Westfalen und Landesschatzmeister der AfD Nordrhein-Westfalen.

## Leben
Blex legte im Jahr 1995 das Abitur ab. 1996 begann er ein Studium der Mathematik mit Nebenfach Physik, das er mit einem Diplom in Mathematik, dem ersten Staatsexamen in Mathematik und Physik für das Lehramt Sekundarstufe I/II sowie einer Promotion im Jahre 2003 an der Universität Münster abschloss. Von 2004 bis 2006 absolvierte er ein Lehramtsreferendariat am Ratsgymnasium Rheda-Wiedenbrück. Als Oberstudienrat war er am städtischen Gymnasium in Erwitte tätig.

## Politik
Blex war zwölf Jahre Mitglied der CDU, trat 2011 aus der CDU aus und am 7. März 2013 in die AfD ein. Er ist Mitglied des Kreistags im Kreis Warendorf und dort seit 2014 Vorsitzender der AfD-Fraktion. Bei der Landtagswahl in Nordrhein-Westfalen 2017 kandidierte er als Direktkandidat im Landtagswahlkreis Warendorf II. Er erhielt 5,4 % der Erststimmen und zog  über die AfD-Landesliste (Platz 14) in den Landtag ein. Er galt 2017 in der AfD NRW als Gegner des ehemaligen Landesvorsitzenden Marcus Pretzell und als Unterstützer von dessen innerparteilichem Widersacher Martin Renner und wurde dem rechtsnationalen Flügel zugeordnet.
Im März 2018 trafen Blex und andere Bundes- und Landespolitiker der AfD in Damaskus den syrischen Großmufti Ahmad Badr ad-Din Hassun und hohe christliche Geistliche. Anschließend schrieb er auf Twitter, der Großmufti habe betont, wie wichtig die Trennung von Religion und Staat sei, und rufe Syrer in Deutschland zur Rückkehr auf, was er auch von Berlin aus wiederholen würde. Die AfD-Politiker hatten behauptet, sich vor Ort über die humanitäre Situation und die Wiederaufbauarbeiten erkundigen zu wollen, da die „mediale Berichterstattung in Deutschland keine vertrauenswürdige Möglichkeit zur Einschätzung der tatsächlichen Situation in Syrien“ sei. Man wolle demonstrieren, dass Syrien wieder weitgehend vom Terror befreit sei und viele syrische Flüchtlinge bald in ihre Herkunftsorte zurückreisen könnten.
Am 29. Mai 2018, dem 25. Jahrestag des Mordanschlags von Solingen 1993, kritisierte Blex die deutsche Staatsangehörige Mevlüde Genç, die beim Anschlag zwei Kinder, zwei Enkelinnen und eine Nichte verlor, dass diese „kaum ein Wort deutsch spricht“.
Im Zusammenhang mit den gewalttätigen fremdenfeindlichen Ausschreitungen in Chemnitz 2018 sagte Blex 2018: „Das deutsche Wahlvieh zum Schlachten freigeben und tadeln, wenn es sich wehrt“.
Im November 2018 machte Blex bundesweit dadurch Schlagzeilen, dass er einen Lübecker Koch im sozialen Netzwerk Twitter (heute X) mit dem Tweet "„Ich gratuliere Herrn Outtara zum Titel Mr. Schleswig-Holstein und werde gleich mal googeln, ob es schon zu spät für die Anmeldung zum diesjährigen Mr.-Ghana-Wettbewerb ist.“ rassistisch beleidigte.
Bei der Landtagswahl am 15. Mai 2022 kandidierte er erneut für das Direktmandat im Wahlkreis Warendorf II und zog auf Platz 5 der Landesliste in den Landtag ein.
Am 24. Februar 2022 begannen russische Truppen auf Befehl des russischen Machthabers Putin einen völkerrechtswidrigen Angriffskrieg auf die Ukraine.
Blex reiste im September 2022 mit zwei Mitgliedern der AfD-Fraktion im Landtag von Sachsen-Anhalt, nämlich Daniel Wald und Hans-Thomas Tillschneider, nach Russland, um von dort aus die ostukrainische Region Donbass zu besuchen. 
Russland hat kurz nach der gewaltsamen Annexion der Krim 2014 im Donbass prorussische Milizen aufgestellt und bewaffnet, die dort gemeinsam mit regulären russischen Truppen gegen die ukrainischen Streitkräfte und Freiwilligenmilizen kämpften und kämpfen (Russisch-Ukrainischer Krieg). Im Rahmen des Russischen Überfall auf die Ukraine 2022 hat die russische Regierung hunderttausende dort lebende Menschen nach Russland deportieren und (z. B. bei der Belagerung von Mariupol) große Schäden anrichten lassen. Eine Einreise über Russland in ukrainisches Staatsgebiet hätte gegen ukrainisches Recht verstoßen. Zudem wäre dieser Besuch in einem von den russischen Besatzern kontrollierten Gebiet als klarer Verstoß gegen die Sanktionspolitik der Bundesrepublik gegenüber dem Aggressor Russland zu bewerten gewesen. Die Reise wurde deutschlandweit teils heftig kritisiert, auch von AfD-Politikern. Zum Beispiel forderte die AfD-Fraktion im Landtag NRW Blex auf, „die Reise unverzüglich abzubrechen und zurückzukehren“. Der AfD-Bundesvorstand forderte alle Reiseteilnehmer auf, die Organisation und Durchführung ihrer Reise „vollumfänglich offenzulegen“.
Der scheidende Botschafter der Ukraine in Deutschland, Andrij Melnyk, warf den Reisenden auf Twitter vor, mit dem geplanten Besuch in die russisch besetzten Gebiete in der Ostukraine den russischen „Vernichtungskrieg zu unterstützen“.
Die drei Landtagsabgeordneten kündigten am Abend des 20. September 2022 an, die Reise abzubrechen. Blex behauptete, er sei nicht im Donbass gewesen. 
Er wurde nach seiner Reise am 27. September 2022 aus der AfD-Landtagsfraktion ausgeschlossen und zum 1. Januar 2024 wieder in die AfD-Fraktion aufgenommen.
Blex wohnt in Liesborn und ist Vorsitzender der AfD im Kreis Warendorf.